# Calvarium
Calvarium är ett finskt black metal-band som grundades år 2001 i Tammerfors.

## Medlemmar
Senaste kända medlemmar
- Molestor Kadotus – sång (2001–?)
- Veilroth (Pertti Reponen) – gitarr, basgitarr (2001–?), sång (2001)
- Lord Sargofagian (Ossi Mäkinen) – trummor (2001–?), sång (2001)

Bidragande musiker
- Sargatanas – keyboard (studio)

## Diskografi
Demo
- 2001 – Rehearsal I
- 2002 – Rehearsal II

Studioalbum
- 2003 – The Skull of Golgotha

EP
- 2004 – Assaulting the Divine